# Jennifer Fish
Pour les articles homonymes, voir Fish.
Jennifer Fish née le 17 mai 1949 à Strongsville est une ancienne patineuse de vitesse américaine. Lors des Jeux olympiques d'hiver de 1968 à Grenoble, elle est médaillée d'argent au 500 mètres à égalité avec sa compatriote Mary Meyers.

## Palmarès
- Jeux olympiques d'hiver
  -  Médaille d'argent du 500 m aux Jeux de Grenoble en 1968

## Records personnels
| Épreuve | Temps        | Date |
| ------- | ------------ | ---- |
| 500 m   | 45 s 9       | 1968 |
| 1 000 m | 1 min 38 s 4 | 1968 |
| 1 500 m | 2 min 35 s 0 | 1968 |